# Semiretschensker Kosakenheer

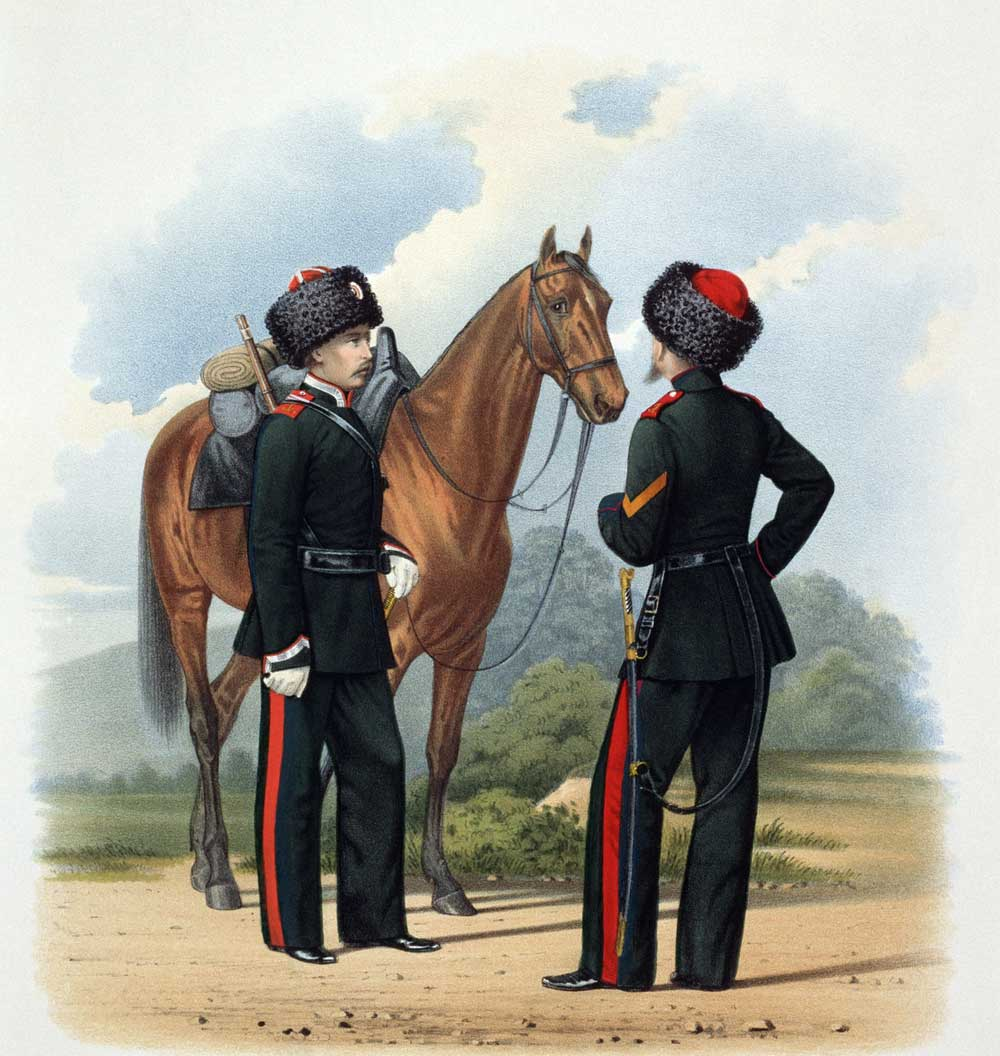
Semiretschensker Kosaken (1867)

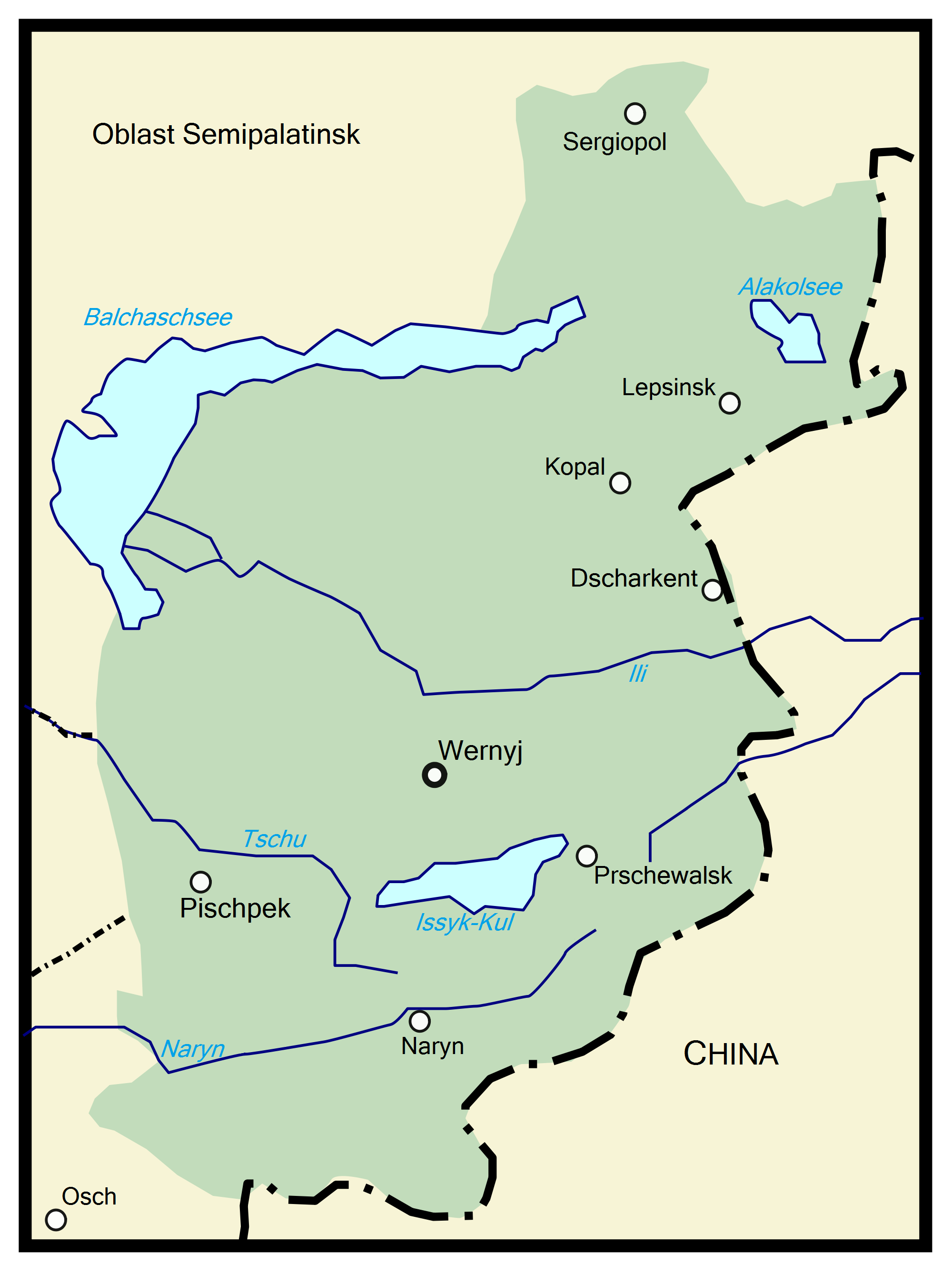
Siebenstromland um 1900 im Russischen Reich (Semiretschenskaja Oblast)

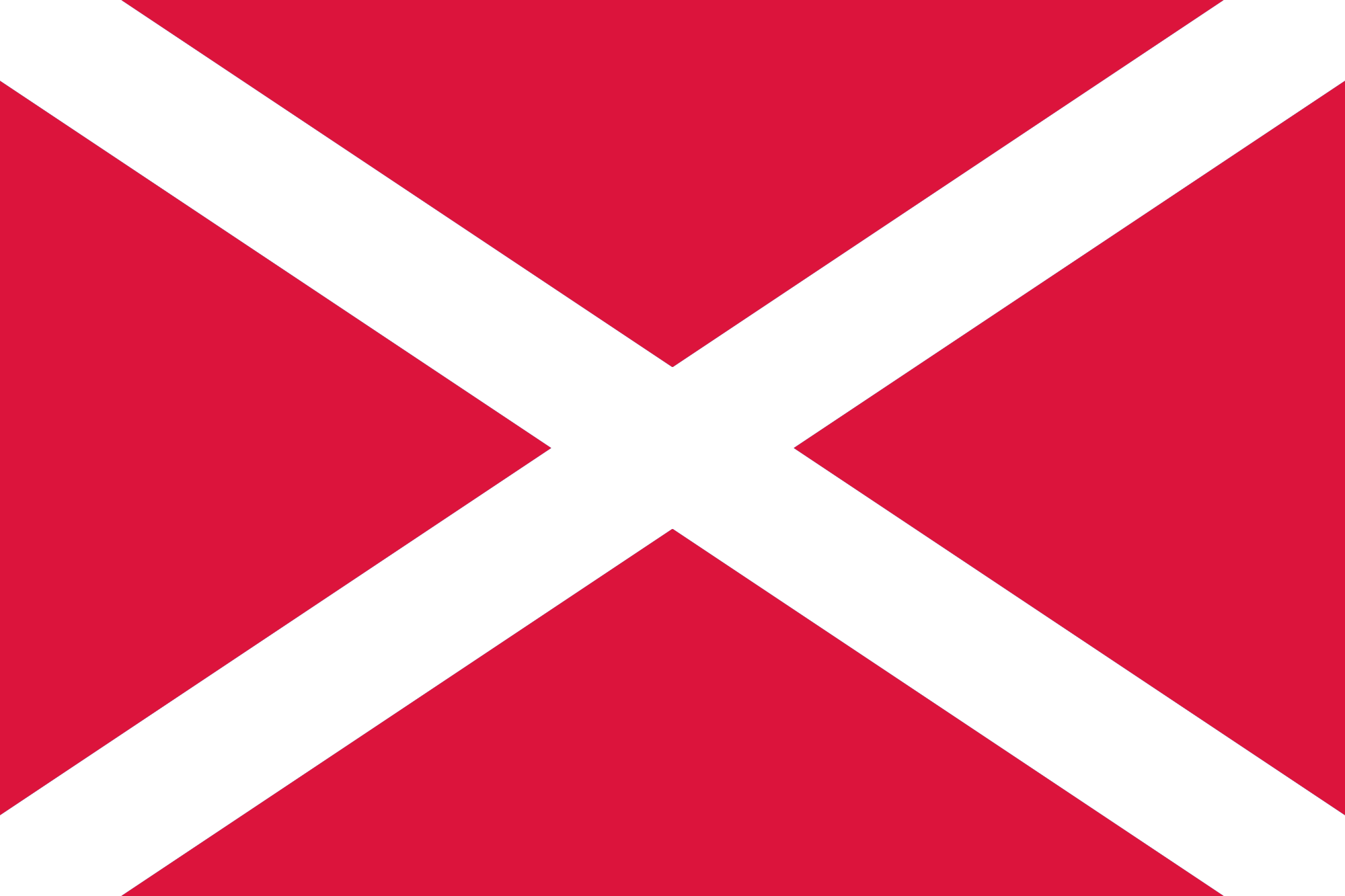
Nachbildung der Flagge des Semiretschensker Kosakenheeres

Das Semiretschensker Kosakenheer (russisch: Семиреченское казачье войско) und die Semiretschensker Kosaken, waren im Siebenstromland (Semiretschje) ansässig. Das Kosakenheer wurde 1867 in der Festung von Werny (heute Alma-Ata) mit einer Wachhundertschaft aufgestellt und hatte den Auftrag, die Grenzen innerhalb des Russischen Kaiserreichs gegen die Dschungaren zu überwachen und später zu sichern. Von einer ehemaligen irregulären Truppe wurde es später unter das Kommando der Kaiserlich Russischen Armee gestellt. Im Jahre 1920 wurde das Semiretschensker Kosakenheer aufgelöst.

## Geschichte
Die ersten Kosaken, die sich in der Mitte des 17. Jahrhunderts im Gebiet des Siebenstromlandes ansiedelten, waren sibirische Kosaken, die sich als Nachfolger des Kosakenführers und Ataman Jermak Timofejewitsch (um 1525–1585) verstanden. Sie erweiterten die Grenzlinie vom Ural über Sibirien bis an die Grenze des Semiretchye und stellten irreguläre Truppen zur Grenzsicherung bereit. Mit ihrer Expansionspolitik versuchte das russische Reich, seine Gebiete nach Osten zu erweitern, und begann 1832 mit der weiteren Ansiedlung von sibirischen Kosaken. Die freiwilligen 100 Familien wurden für zwei Jahre verpflichtet und erhielten dafür einige Privilegien. Bis 1839 wurden die irregulären Truppen der Kosaken mit Gewehren und Artilleriewaffen ausgestattet und bis zur Regimentsgröße erweitert. In den Jahren 1846 bis 1847 folgten mehrere Angriffe und Grenzverletzungen der Nomaden im Gebiet des Siebenstromlandes. Das Zarenreich sah sich veranlasst, die Grenzsicherungskräfte zu verstärken und gliederte 1846 dem Kosakenheer das 8. Sibirische Linien-Bataillon an. Im Jahre 1847 stellte es das 9. Sibirische Kosakenregiment auf. Im gleichen Zuge wurde die Festung Werny ausgebaut und zum Hauptquartier des Kosakenheeres erweitert. Der Einfluss des Zarenreiches in diesem Gebiet verstärkte sich und führte zu einem Zuzug von Russen und Kosaken in diese Zone; Russland war an einem gesicherten Zugang in das Siebenstromland interessiert und verstärkte seine militärischen Aktivitäten. Besonders unter der Regierungszeit Alexander II. (1818–1881) wurden in den Jahren 1855 bis 1856 die Ansiedlungen mit finanziellen und landwirtschaftlichen Anreizen erhöht. Zu Beginn der Herrschaft Alexander III. (1845–1894) im Jahre 1881 lebten im Gebiet des Siebenstromlandes neben Russen etwa 20.000 Kosaken, von ihnen waren 10.700 männlich, davon standen etwa 700 im Dienst des Kosakenheers. Ihr politischer und militärischer Führer war ein Ataman, 1888 wurden sie dem Generalgouverneur von Turkestan unterstellt. Im Jahre 1894 zur Regentschaft Nikolaus II. (1868–1918) war der Anteil der kosakischen Bevölkerung auf 26.000 angewachsen, die sich auf 19 Dörfern und 15 Stanizen verteilten. Während des Ersten Weltkriegs waren alle Semiretschensker Kosaken in einer Kosakenbrigade eingesetzt worden, 1916 war die Bevölkerungszahl auf 45.000 Kosaken angewachsen.
Nach der Oktoberrevolution schlossen sich führende Kosaken dem Kampf gegen die Rote Armee an; die Weiße Armee unterlag im Gebiet des Siebenstromlandes und wurde 1920 komplett eliminiert. Die Kosakenführer und ihre Verbündeten wurden nach Sibirien im Rahmen der Entkosakisierung vertrieben. Der letzte Ataman des Semiretschensker Kosakenheers war von 1919 bis 1922 Generalmajor Nikolai Petrowitsch Schtscherbakow.

## Kriegskampagnen
Während der Kolonialpolitik der Zaren in Kirgistan und Kasachstan kämpfte das Kosakenheer im Verbund mit den russischen Streitkräften an mehreren Kriegsfronten. Im Ersten Weltkrieg waren sie an den Feldzügen in Zentralasien eingesetzt. Für ihren „heldenhaften Einsatz“ wurden Kosakeneinheiten mehrmals mit besonderen Fahnenbändern „Für Tapferkeit“ ausgezeichnet.

## Uniform und Kennzeichen
Die Truppenfarbe war purpurrot. Sie wurde auf den Kappenrändern, den Schultergurten und als breite Hosenstreifen getragen. Die Grundfarbe der Uniform war grün, wobei sich der lockere Schnitt an die Trageweise der Steppenkosaken anlehnte. Offiziere trugen silberne Epauletten und Zöpfe, die Kopfbedeckung bestand teilweise aus hohen Fellhüten mit purpurroten Stofftops.